# Corpusculii Vater-Pacini

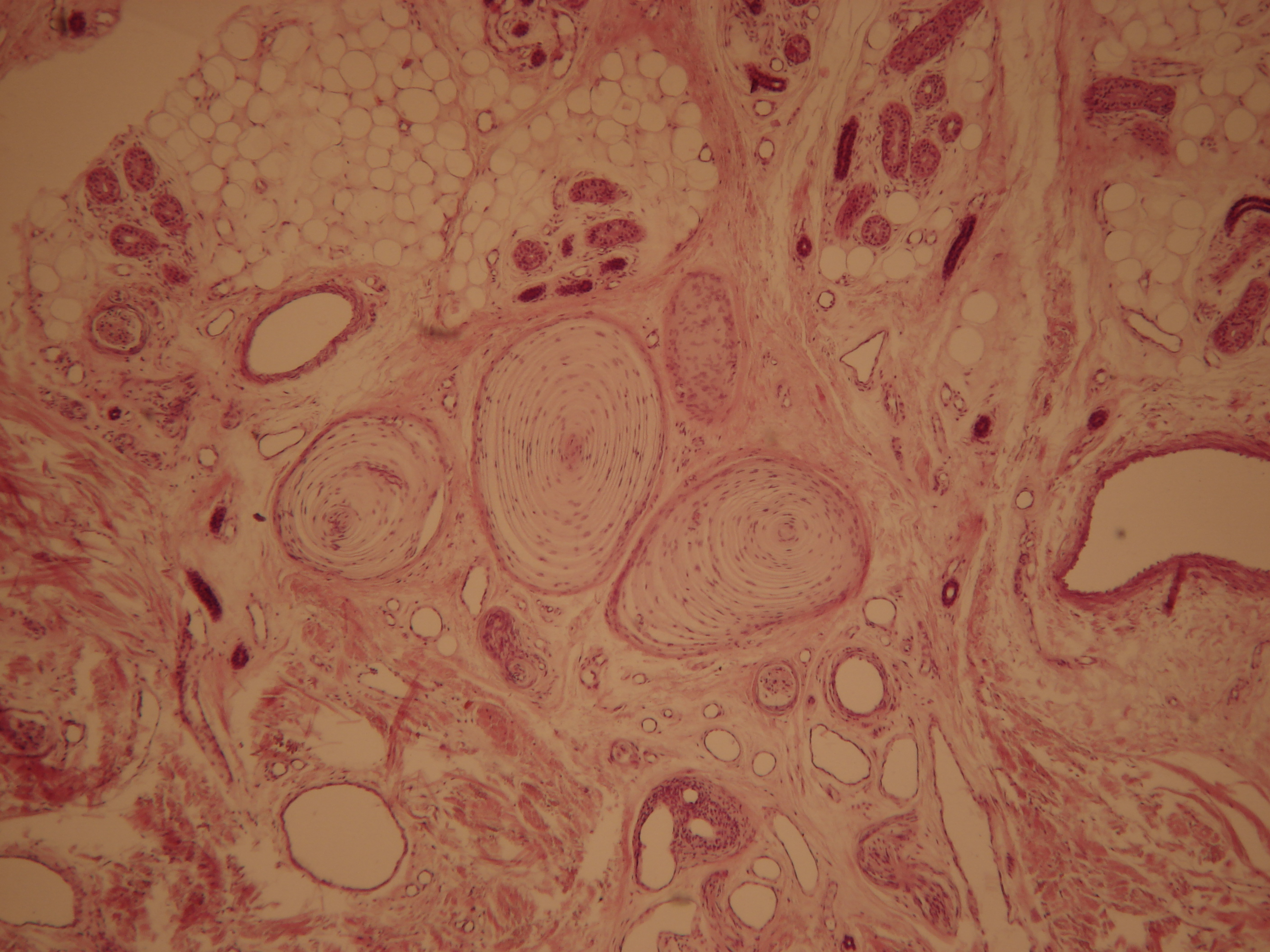
Trei corpusculi Pacini văzuți la microscop (40x).

Corpusculii Pacini, corpusculii Vater-Pacini sau corpusculii lamelari sunt mecanoreceptori din piele responsabile de sensibilitatea la vibrații și presiune. Corpusculii lamelari sunt, de asemenea, găsiți în pancreas, unde detectează vibrațiile și, eventual, sunetele de frecvență foarte joasă.

## Nomenclatură
Corpusculii Vater-Pacini au fost numiți după descoperitorii lor, anatomistul, botanistul și matematicianul german Abraham Vater⁠(en)[traduceți] (1684-1751) și anatomistul italian Filippo Pacini⁠(en)[traduceți] (1812-1883).
Termenul de corpuscul Golgi-Mazzoni (distinct de organul Golgi) este folosit pentru a descrie o structură similară găsită doar în vârful degetelor.

## Structură și localizare
Asemănători din punct de vedere fiziologic cu corpusculii Meissner, corpusculii Vater-Pacini sunt mai mari și mai puțini la număr decât discurile Merkel și corpusculii Meissner.
Corpusculii Pacini sunt ovalari și măsoară 1–4 mm în lungime. Întregul corpuscul este înfășurat cu un strat de țesut conjunctiv. El are 20-60 de lamele concentrice compuse din țesut conjunctiv fibros și fibroblaste, separate printr-un material de consistența gelului. Lamelele sunt celule Schwann modificate, plate și foarte subțiri. În axul central sunt puține celule și o terminație nervoasă. După intrarea în corpuscul fibrele pierd teaca de mielină și se termină obișnuit în forma de bulbi sau butoni terminali.
Corpusculii Vater-Pacini se găsesc în hipoderm, pe fața palmară a mâinii, fața plantară a piciorului și degetelor, hipodermul brațului, cefei, în organele genitale ale ambelor sexe, în periost, dar și în jurul articulațiilor.

## Funcție
Corpusculii lamelari detectează schimbările de presiune, vibrațiile și se adaptează rapid (receptori fazici). Orice deformare în corpuscul provoacă potențiale de acțiune care urmează să fie generate prin deschiderea canalelor voltaj-dependente pentru ionii de sodiu, extrem de sensibile la presiune. Acest lucru permite ionilor de sodiu să pătrundă masiv în celulă, creând un potențial receptor.
Acești corpusculi sunt deosebit de sensibili la vibrații. Sensibilitatea lor optimă este de 250 Hz, iar acesta este intervalul de frecvență generată pe vârful degetelor de corpuri mai mici de 200 μm. Corpusculii lamelari generează acel potențial de acțiune doar în cazul în care pielea este rapid crestată, dar nu atunci când presiunea este constantă, din cauza straturilor de țesut conjunctiv care acoperă terminațiile nervoase. Se consideră că ei răspund la schimbări de mare viteză în poziția comună.
Corpusculii lamelari desfășoară un câmp receptor larg pe suprafața pielii, cu un centru deosebit de sensibil.